# حبیب هارون
حبیب هارون (عربی: حبيب هارون هارون سعيد؛ زادهٔ ۵ اکتبر ۲۰۰۰) بازیکن فوتبال اهل بحرین است.